# James Miranda Barry
Margaret Ann Bulkley, noto anche con lo pseudonimo di James Barry (Irlanda, 1789-1799 circa – Inghilterra, 25 luglio 1865), è stato un chirurgo militare nell'esercito britannico.
Dopo aver conseguito la laurea presso l'Università di Edimburgo, Barry prestò servizio in India e a Città del Capo, in Sudafrica.
Durante la sua carriera ottenne l'incarico d'ispettore generale negli ospedali militari. Durante i suoi viaggi non s'impegnò a migliorare soltanto le condizioni dei suoi pazienti (in particolare feriti di guerra), ma anche quelle degli abitanti locali. Tra i suoi successi ricordiamo il primo parto cesareo praticato in Africa, grazie al quale sia la madre che il neonato sopravvissero.
James Barry (pseudonimo con il quale visse tutta la sua vita) ha vissuto come uomo per gran parte della sua vita adulta, ma è una credenza ampiamente diffusa che, in realtà, fosse nato donna con il nome di Margaret Ann Bulkley e che avesse successivamente iniziato a vivere come uomo, parzialmente anche per poter intraprendere la carriera universitaria e, successivamente, perseguire il sogno di diventare un chirurgo. Conseguentemente, Barry sarebbe stata la prima donna biologica con cittadinanza britannica ad essere diventato un medico qualificato.

## Biografia

### I primi anni
Le informazioni riguardanti i primi anni di vita di Barry sono state, purtroppo, contaminate da miti e speculazioni e non possediamo fonti recenti che siano riconosciute come attendibili. L'esatta data di nascita di Barry è incerta, con fonti che la collocano tra il 1789, 1792, 1795, 1799.
Le informazioni raccolte da Hercules Michael du Preez ci dicono che Barry nacque a Cork in Irlanda nel 1789 come Margaret Ann Bulkley, secondogenita di Jeremiah e Mary-Ann Bulkey. La mamma della bambina era la sorella di James Barry, un famoso artista irlandese ed insegnante di pittura presso la Royal Academy di Londra. Tuttavia la cattiva amministrazione finanziaria lasciò Mary-Ann Bulkey e la figlia Margaret senza il supporto né di Jeremiah Bulkey (in prigione) né del figlio John (il quale si era sposato). Dalle lettere ritrovate durante il periodo delle difficoltà finanziarie si evince il riferimento ad un complotto tra la signora Bukley ed un amico di suo fratello - un tipo molto autorevole e di larghe vedute - per far entrate la figlia adolescente (allora conosciuta ancora come Margaret) in una scuola di medicina.
Il resoconto finanziario del notaio di famiglia testimonia che la signora Bulkey e Margaret raggiunsero Edimburgo in nave alla fine di Novembre nel 1809.. Una lettera allo stesso notaio spedita il 14 dicembre, in cui "James Barry" richiedeva che gli venissero inoltrate tutte le lettere indirizzate alla signora Bulkey, affermando che: "...Fu molto utile [sic] per la signora Bulkley (mia zia) avere un gentiluomo che si occupasse di lei durante e dopo il viaggio, trovandosi in una città straniera...", attesterebbe apparentemente che la ragazza abbia assunto l'identità maschile al momento della partenza per Edimburgo. Nonostante la lettera fosse firmata a nome "Barry", il notaio rispose scrivendo sul retro della busta "Signorina Bulkey, 14 dicembre".

### La formazione
Dopo il suo arrivo ad Edimburgo nel 1809, Barry iniziò a studiare medicina presso l'Università di Edimburgo. Conseguì il dottorato nel 1812 e tornò a Londra. Qui si iscrisse ad un corso autunnale per allievi presso il Guy's Hospital. il 2 luglio 1813 Barry superò brillantemente il concorso presso il "Royal College of Surgeons of England" (una prestigiosa scuola per giovani chirurghi), qualificandosi, successivamente, come assistente del Reggimento Militare.
Barry fu delegato come assistente ospedaliero dell'esercito britannico il 6 luglio, ottenendo mansioni prima in Chelsea e poi nell'ospedale militare di Plymouth dove fu promosso ad Assistente dello Staff Chirurgico. Potrebbe, inoltre, aver prestato assistenza durante la Battaglia di Waterloo (18 giugno 1815). Successivamente prestò servizio in India ed in Sudafrica. Si trasferì a Città del Capo tra il 1815 ed il 1817.
In un paio di settimane divenne il Medico Ispettore della colonia. Durante la sua permanenza predispose un migliore sistema idraulico per Città del Capo e praticò con successo uno dei primi parti cesarei - il bambino verrà battezzato con il nome di James Barry Munnik. Tuttavia si guadagnò anche delle inimicizie a causa delle numerose critiche alla gestione della sanità locale. Lasciò Città del Capo nel 1828.
Successivamente Barry prestò servizio nelle Mauritius nel 1828, in Trinidad e Tobago e nell'isola di Sant'Elena. Nell'isola di Sant'Elena ebbe dei problemi poiché decise di ripartire per l'Inghilterra senza preavviso. Lavorò, poi, a Malta, Corfù, Crimea, Giamaica e nel 1831 in Canada.
Proprio in quel periodo ottenne la qualifica di Ispettore Generale. Tuttavia durante il suo secondo mandato a Sant'Elena ebbe dei problemi con la politica interna dell'isola, fu arrestato, rispedito a casa e retrocesso nuovamente a membro dallo Staff Chirurgico. Il suo incarico successivo fu nelle Indie Occidentali, nel 1838.
Nelle Indie Occidentali Barry si concentrò sull'organizzazione e il miglioramento delle condizioni igienico-sanitarie delle truppe. Divenne, così, Primo Ufficiale Medico.
Nel 1845 Barry contrasse la febbre gialla e rientrò in Inghilterra ad ottobre grazie ad un congedo per malattia.
Barry ottenne un incarico a Malta il 2 novembre 1846. Ad un mese dal suo arrivo trovò ospitalità presso la Chiesa locale la quale, però, era riservata solo al clero e per questo sarà severamente punito. Durante il suo soggiorno si trovò a dover affrontare un'epidemia di colera che scoppiò molto probabilmente nel 1850. Lasciò Malta per recarsi a Corfù nel 1851 con l'incarico di Ispettore-Generale Aggiunto. Lasciò Corfù nel 1857 e si trasferì in Canada come Ispettore-Generale. In questa posizione poté garantire condizioni alimentari ed igienico-sanitarie migliori per i prigionieri ed i lebbrosi, così come per i soldati e le loro famiglie.

### Gli ultimi anni

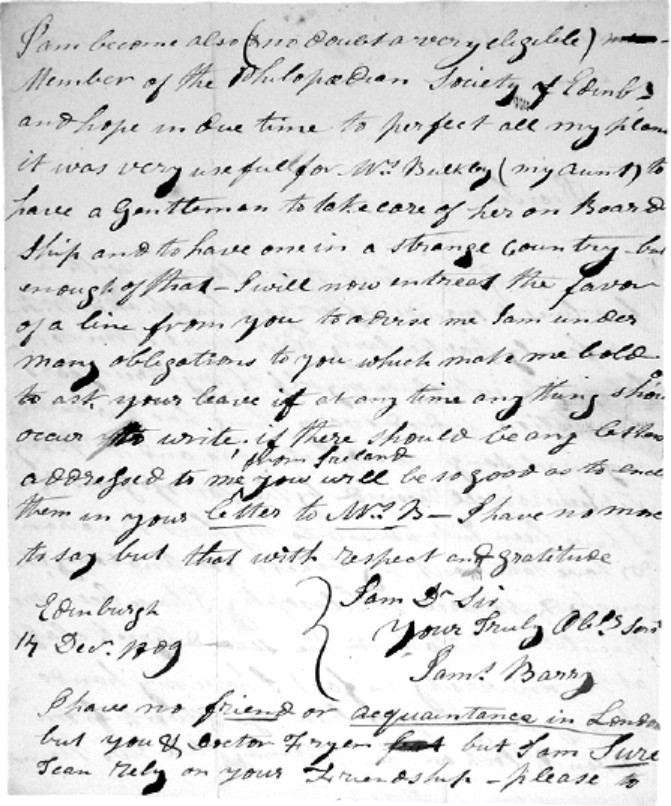
Lettera scritta da James Barry al suo notaio

James Barry si ritirò dalla professione medica nel 1864 - probabilmente contro la sua volontà – e tornò in Inghilterra. Morì di dissenteria il 25 luglio 1865. Sophia Bishop, la governante che si occupò del corpo, scoprì la sua natura femminile e la rivelò dopo il funerale. Dopo averlo scoperto molti affermarono “di averlo sempre saputo”. L'esercito britannico sigillò tutte le prove per 100 anni. La storica Isobel Rae ottenne il permesso di accedere ai documenti dell'esercito negli anni '50, e concluse che Barry era il nipote del pittore James Barry. Fu seppellito nel cimitero Kensal Green, sotto il nome di James Barry, e il suo domestico John ritornò in Giamaica.

## Il carattere
Sembra che Barry non fosse una persona piacevole con cui avere a che fare. Poteva risultare indiscreto, impaziente, litigioso ed ostinato. Era disposto a litigare violentemente quando qualcuno faceva commenti sgradevoli sulla sua voce, il suo aspetto o la sua professionalità. Fu punito varie volte per insubordinazione e comportamenti inadeguati ma spesso, poi, riceveva sentenze molto indulgenti. Durante la guerra di Crimea, ebbe un diverbio anche con Florence Nightingale.
Sembrava, tuttavia, che usasse molto garbo con i suoi pazienti ed era molto abile professionalmente. Cercava di migliorare le condizioni sanitarie ovunque andasse ed introdusse una dieta più adeguata per i soldati, insegnando loro a mangiare le pere. S'indignava ogni qual volta notava delle ingiustizie. La sua insistenza per ottenere migliori condizioni di vita per i poveri ed i cittadini comuni, disturbava molti suoi pari. Era vegetariano ed astemio e pare che raccomandasse dei bagni nel vino ad alcuni suoi pazienti. Il suo domestico (John) ed i suoi cani lo accompagnavano sempre.

## La tesi di laurea
La tesi di laurea del Dr. James Barry tratta del "merocele" o, più comunemente, ernia crurale. È sorprendente notare come già le sue conoscenze ed il suo linguaggio siano molto pertinenti ad una diagnosi di questo tipo.
L'ernia crurale è una varietà di ernia che si manifesta più frequentemente in età adulta ed ha una netta predisposizione nel sesso femminile.
La tipica tumefazione erniaria è localizzata in una posizione più bassa rispetto alla piega inguinale, in una regione chiamata appunto "crurale" o femorale, dove la parete addominale è caratterizzata, per motivi anatomici, da una costituzionale debolezza. L'ernia crurale, rispetto all'ernia inguinale, causa più frequentemente dolore locale. Viceversa può non causare disturbi ed essere notata dal paziente per la comparsa di una piccola tumefazione poco sotto l'inguine, che aumenta di dimensioni con manovre che causano un aumento della pressione endoaddominale, quali il colpo di tosse o durante l'esecuzione di sforzi fisici.
Già nel 1812 il Dr. Barry era a conoscenza di tutta (o quasi) la sintomatologia. Barry, infatti, scrive che le cause di un'ernia femorale sono attribuibili sia alla predisposizione costituzionale che ad un particolare sforzo. Sottolinea che l'arco crurale della pelvi femminile sottoposto ad un grande sforzo (come quello del parto) in particolari condizioni può generare, appunto, un'ernia. È molto interessante notare che Barry attribuiva alla "moda", allora largamente diffusa nel mondo femminile, di indossare corpetti troppo stretti, una delle cause dell'insorgenza di questa patologia. Quest'usanza, infatti, provocava una tensione notevole della muscolatura addominale, con il conseguente aumento della pressione interna, la quale, sommandosi ad altre cause, poteva provocare l'insorgere del merocele. Un'altra delle possibili cause, sempre secondo il Dr. Barry, erano le lunghe cavalcate. Passare molte ore a cavallo, infatti, può provocare tensioni a livello femorale rendendo la muscolatura molto più labile.
A tal proposito fa riferimento allo storico Tito Livio, il quale racconta che Marco Servilio durante una sua orazione si tolse i vestiti per raccontare la storia di ogni sua ferita di guerra. Toltosi i vestiti, però, tutti cominciarono a ridere a causa di una sporgenza inguinale evidente, un'ernia crurale per l'appunto.

## James Miranda Barry nellafiction
La regista olandese Marleen Gorris aveva iniziato a lavorare ad un film basato sulla vita di James Barry intitolato Heaven and Earth. Ambientato nella Città del Capo, il film racconta di un amore segreto tra Barry (interpretata da Natascha McElhon e Lord Charles Somerset (James Purefoy).
Il personaggio di James Barry fu interpretato da Anna Massey in un episodio in onda sulla BBC di un documentario intitolato A Skirt Through History.
La sua vita è il soggetto di un romanzo storico James Miranda Barry (pubblicato negli USA con il titolo Il Dottore) da Patricia Duncker.
La carriera canadese di Barry fu rappresentata drammaticamente in un episodio della serie Heritage Television, prodotta dall'allora indipendente canale CHCH ad Hamilton, e presentata dallo storico canadese Pierre Berton.
Un lavoro teatrale del 2004, Whistling Psyche di Sebastian Barry, inscena un incontro inventato tra James Barry e Florence Nightingale.